# João (mestre dos soldados)
João (em latim: Ioannes) foi um oficial militar bizantino do século VI. Foi filho do oficial Timóstrato e sobrinho do também oficial Rufino. Serviu como mestre dos soldados e duque de Dara ao lado de Sérgio. Durante o cerco persa de Dara em 573, foi capturado e levado cativo pelos sassânidas. Mais tarde serviu aos persas como um oficial militar em Dara.